# Aberdeen Gardens
Aberdeen Gardens è un comune dello stato di Washington negli Stati Uniti d'America.